# Celebrity
Celebrity és una pel·lícula estatunidenca en blanc i negre de 1998, escrita i dirigida per Woody Allen.

## Argument
Als 40 anys, Lee Simon sent que no ha tret profit a la vida. Escriu articles sobre viatges i entrevistes amb personatges del món de l'espectacle, però somia vendre una novel·la o un guió cinematogràfic que li doni prestigi. Després de divorciar-se, ha entrat a una espiral de relacions esporàdiques dins d'un entorn tan enlluernador com superficial, on qualsevol pot ser famós.

## Repartiment
- Kenneth Branagh: Lee Simon
- Judy Davis: Robin Simon
- Winona Ryder: Nola
- Leonardo DiCaprio: Brandon Darrow
- Melanie Griffith: Nicole Oliver
- Famke Janssen: Bonnie
- Joe Mantegna: Tony Gardella
- Charlize Theron: Supermodel
- Gretchen Mol: Vicky
- Michael Lerner: Dr. Lupus
- Isaac Mizrahi: Bruce Bishop
- Bebe Neuwirth: Nina
- Hank Azaria: David
- Douglas McGrath: Bill Gaines
- J.K. Simmons: Souvenir Hawker
- Debra Messing: reportera de TV
- David Margulies: Counselor Adelman
- Jeffrey Wright: Greg
- Donald Trump: ell mateix
- Celia Weston: Dee Bartholemew